# Wielkoryta (gmina)
Wielkoryta – dawna gmina wiejska istniejąca do 1939 roku w woj. poleskim (obecnie na Białorusi). Siedzibą gminy była Wielkoryta (648 mieszk. w 1921 roku).
W okresie międzywojennym gmina Wielkoryta należała do powiatu brzeskiego w woj. poleskim. 12 kwietnia 1928 roku do gminy Wielkoryta przyłączono część obszaru zniesionej gminy Mokrany, natomiast część obszaru gminy Wielkoryta przyłączono do gminy Nowosiółki. Po wojnie obszar gminy Wielkoryta wszedł w struktury administracyjne Związku Radzieckiego.
W kwietniu 1932 wójtem gminy został Stanisław Nowicki, kawaler Orderu Virtuti Militari.